# 아폴로 오토모빌
아폴로 오토모빌(독일어: Apollo Automobil GmbH)은 독일 튀링겐주 알텐부르크에 있는 스포츠카 제조 회사이다.

## 역사
당시 아우디 레이싱 팀의 엔지니어 감독으로 있던 롤란트 굼페르트에 의해 자신의 이름을 따서 굼페르트 스포츠바겐마누팍투르로 게르마흐(독일어: Gumpert Sportwagenmanufaktur GmbH)라는 사명으로 2004년에 설립되었다.
당시 굼페르트는 뮌헨 공과대학교, 잉골슈타트 대학교 응용과학대학교와 함께 굼페르트 아폴로 모델을 개발했고, 2005년 10월부터 생산에 들어갔다. 2008년 7월에 영국의 자동차 관련 프로그램인 탑 기어에 굼페르트 아폴로 모델이 출연했다.
그러나 2012년에 경영 악화로 파산 보호를 신청했지만, 2013년에 도산하고 말았다. 2016년 1월에 홍콩 컨소시엄 투자 업체가 회사를 인수하면서 현재의 사명으로 변경했고, 이탈리아의 자동차 제조 기업인 드 토마소의 최대 주주이다. 같은 해 3월에 제네바 모터쇼에서 스포츠카 모델인 아폴로 애로우 차량을 출시했다.
2017년 6월에 굿우드 페스티벌 오브 스피드(영어: Goodwood Festival of Speed)에서 새로운 모델 가칭인 타이탄이란 모델이 발표되었고, 이 차량은 V12형 엔진을 탑재한 아폴로 인텐사 이모지오네란 모델을 발표했다.

## 모델

#### 굼페르트 아폴로

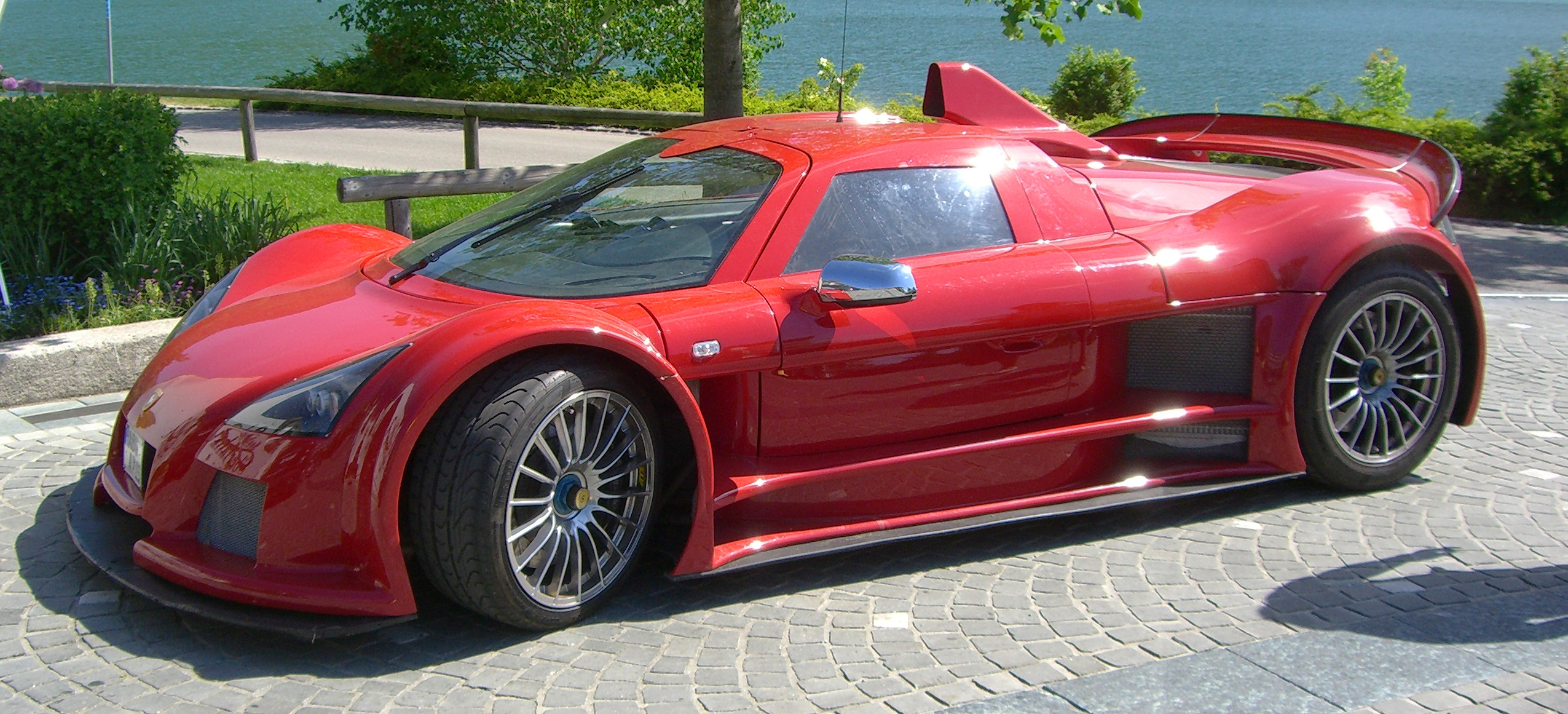
굼페르트 아폴로

2005년에 출시된 모델로, 엔진의 경우 V8형 엔진을 탑재했다. 변속기의 경우 7단 수동변속기로 차량 무게는 1,200kg이다. 2012년까지 차량이 생산되었고, 2013년 8월에 파산 신청과 동시에 단종되었다.

#### 아폴로 애로우

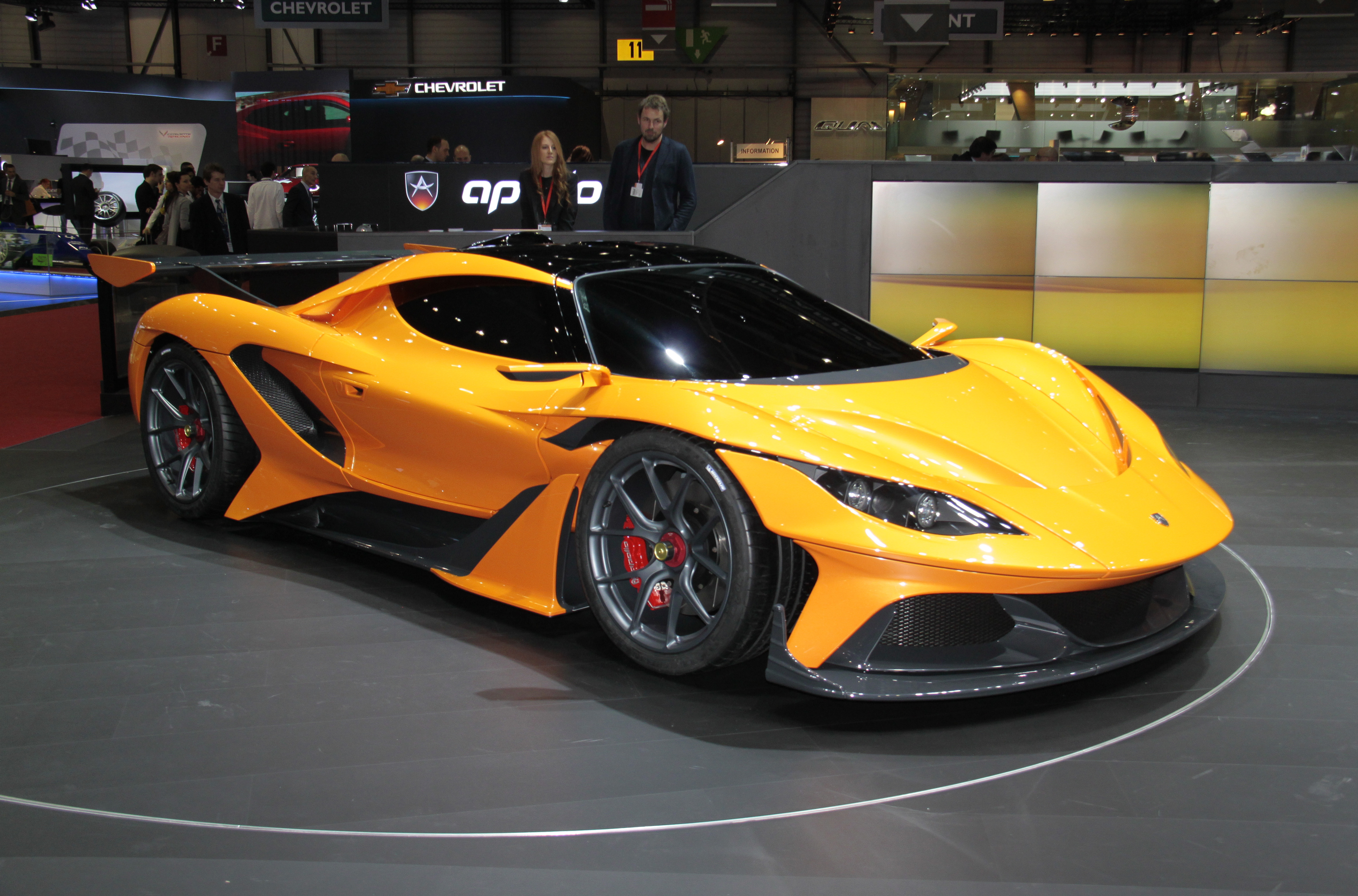
아폴로 애로우

2016년에 제네바 모터쇼에서 최초로 공개되었고, 아폴로 오토모빌에서 2인승 중형 컨셉트 차량으로 개발되었다. 엔진의 경우 V8형 엔진을 탑재했고, 변속기의 경우 7단 수동변속기를 탑재했다.

#### 아폴로 인텐사 이모지오네

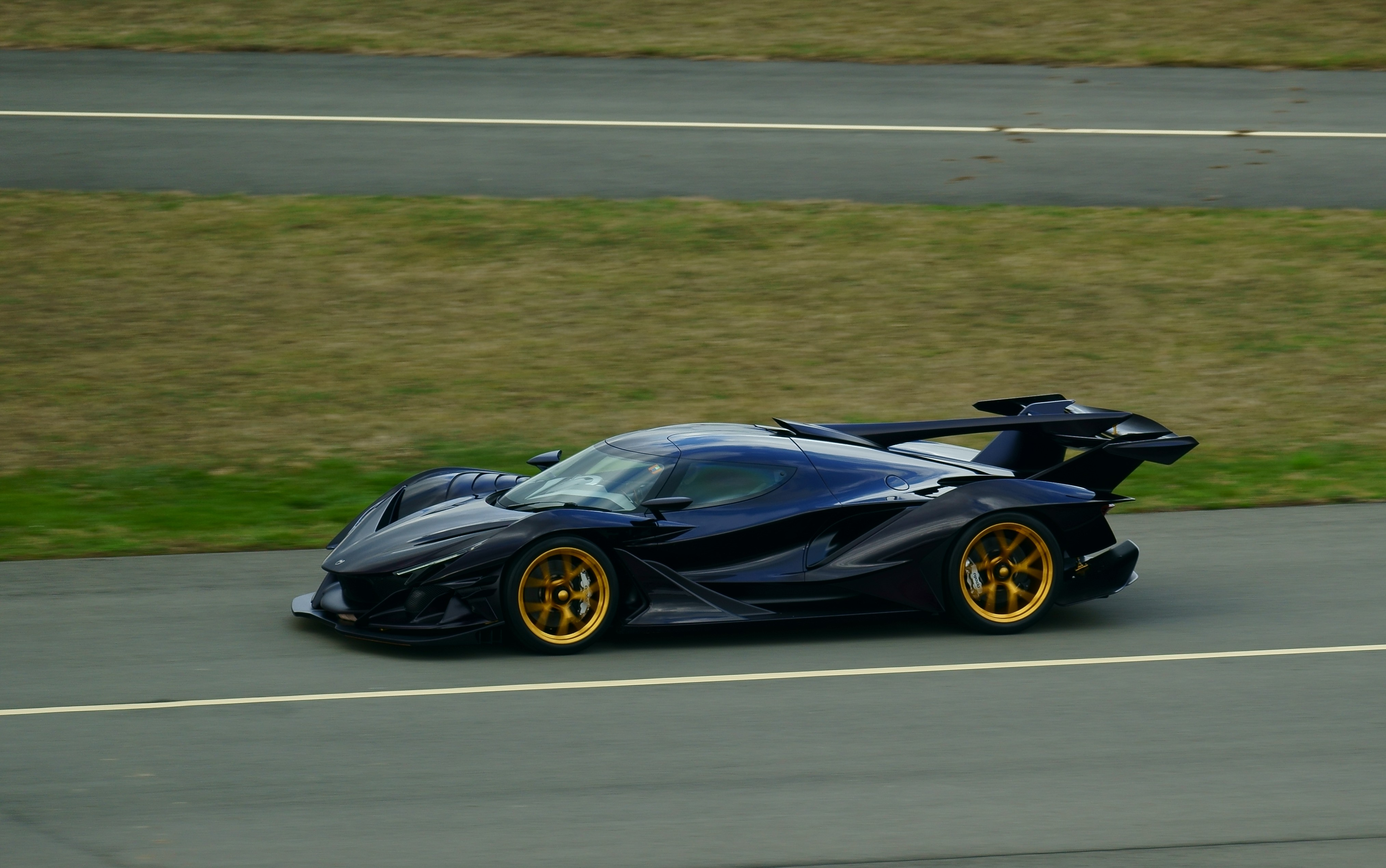
아폴로 인텐사 이모지오네

2017년 10월에 티저 동영상을 통해 최초로 공개되었다. 이름의 명칭은 격렬한 감정으로 엔진은 V12형 엔진을 탑재했고, 변속기의 경우 6단 반자동변속기를 탑재했다.

## 같이 보기
- 굼페르트 아폴로
- 아폴로 애로우
- 아폴로 인텐사 이모지오네
- 드 토마소 P72